# Hapalogenys nitens
Hapalogenys nitens és una espècie de peix pertanyent a la família dels hemúlids.

## Descripció
- Pot arribar a fer 30 cm de llargària màxima.
- 11 espines i 14-16 radis tous a l'aleta dorsal i 3 espines i 9-10 radis tous a l'anal.
- El seu cos té dues franges obliqües.[5][6]

## Hàbitat
És un peix marí, bentopelàgic i de clima temperat.

## Distribució geogràfica
Es troba al Pacífic nord-occidental: el nord de Honshu (davant del mar del Japó), el sud de Corea, el sud del Japó (tret de les illes Ryukyu), Taiwan i el mar de la Xina Oriental.

## Observacions
És inofensiu per als humans.